# Svazek obcí Ladův kraj

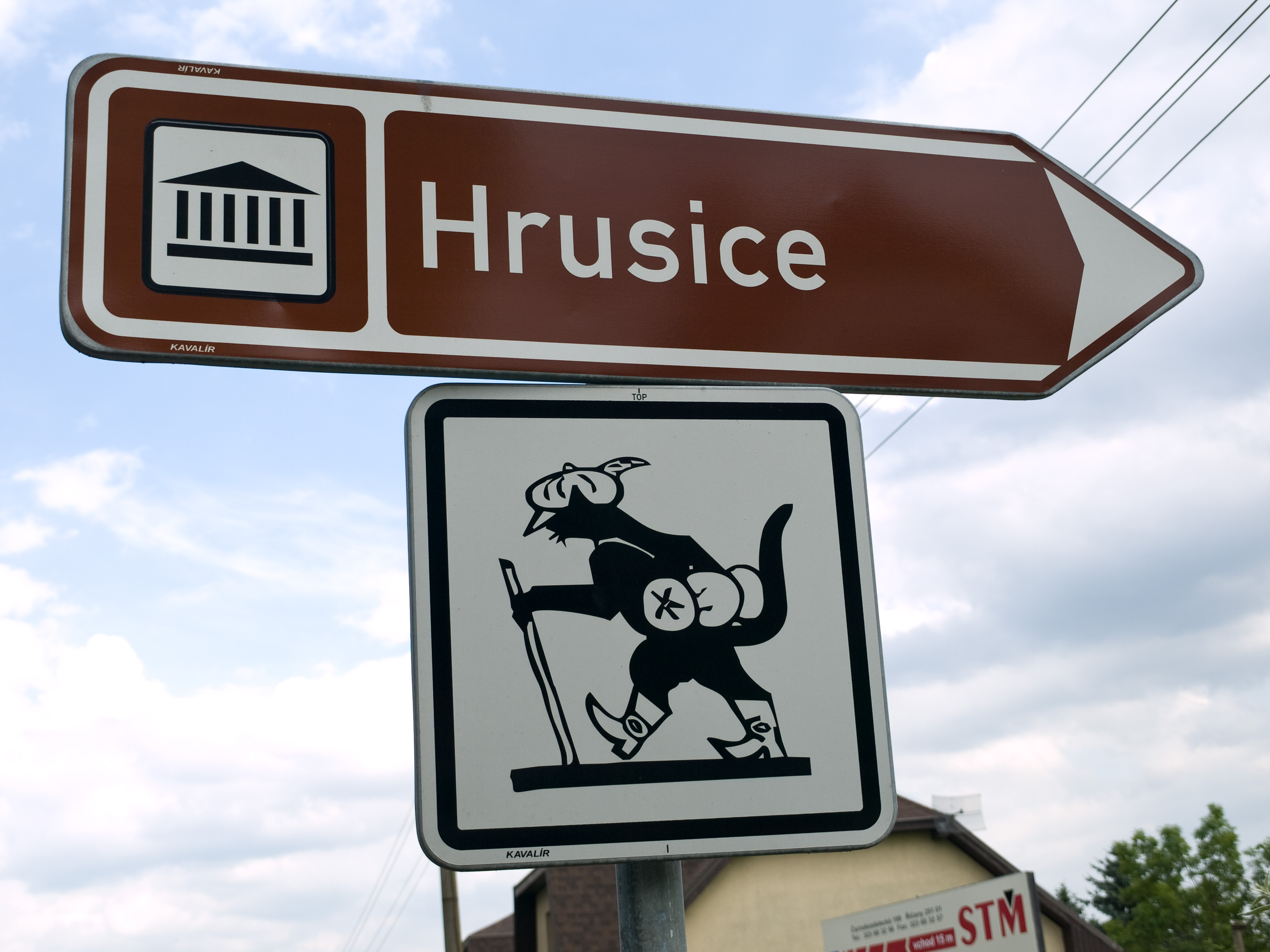
V regionu je k propagaci Hrusic používána jedna z nejznámějších Ladových postav – kocour Mikeš

Mikroregion Ladův kraj je dobrovolný svazek obcí z okresu Praha-východ, jehož cílem je rozvoj cestovního ruchu, kultury a propagace. Svazek vznikl dne 23. listopadu 2000 na základě smlouvy starostů 18 obcí, k lednu 2019 sdružoval 24 obcí. Mikroregion se rozkládá mezi Prahou a řekou Sázavou. Pojmenován je podle Josefa Lady, který z oblasti v okolí své rodné vesnice Hrusice čerpal inspiraci pro svá díla.

## Obce sdružené ve svazku
- Černé Voděrady
- Čestlice
- Hrusice
- Jevany
- Kaliště
- Kamenice
- Klokočná
- Kostelec u Křížků
- Kunice
- Louňovice
- Mirošovice
- Mnichovice
- Mukařov
- Nupaky
- Ondřejov
- Říčany
- Senohraby
- Struhařov
- Světice
- Svojetice
- Tehov
- Tehovec
- Velké Popovice
- Všestary
- Zvánovice